# توماس كورتيس
توماس كورتيس (بالإنجليزية: Thomas Curtis) (و. 1873 – 1944 م) هو عداء سريع، ومصور، ومنافس ألعاب قوى أمريكي، ولد في سان فرانسيسكو، شارك في الألعاب الأولمبية الصيفية 1896، توفي عن عمر يناهز 71 عاماً.

## التعليم
تعلم في معهد ماساتشوستس للتكنولوجيا.

## روابط خارجية
- توماس كورتيس على موقع اللجنة الأولمبية الدولية (الإنجليزية)
- توماس كورتيس على موقع أوليمبيديا (الإنجليزية)